# آلوی
آلوی (به ایتالیایی: Alvi) یک منطقهٔ مسکونی در ایتالیا است که در استان تیرامو واقع شده‌است.